# Paportno
Paportno [paˈpɔrtnɔ] es un pueblo ubicado en el distrito administrativo de Gmina Fredropol, dentro del Condado de Przemyśl, Voivodato de Subcarpacia, en el sur de Polonia oriental, cercano a la frontera con Ucrania. Se encuentra aproximadamente a 12 kilómetros al sur de Fredropol, a 21 kilómetros al sur de Przemyśl, y a 71 kilómetros al sureste de la capital regional Rzeszów.